# خوسيه لويس هرنانديز مارتينيز
خوسيه لويس هرنانديز مارتينيز (بالإسبانية: José Hernández Martínez)‏ هو لاعب كرة قدم مكسيكي، ولد في 10 أكتوبر 1994.